# Клоар Фуенан
Клоар Фуенан (фр. Clohars-Fouesnant) је насељено место у Француској у региону Бретања, у департману Финистер.
По подацима из 2011. године у општини је живело 2260 становника, а густина насељености је износила 173,58 становника/km².

## Демографија
| 1962. | 1968. | 1975. | 1982. | 1990. | 2011. |
| ----- | ----- | ----- | ----- | ----- | ----- |
| 605   | 586   | 801   | 1.073 | 1.279 | 2.260 |